# Fluvalinat
Fluvalinat ist eine Mischung von vier diastereomeren chemischen Verbindungen aus der Gruppe der Pyrethroide, es wird aus (RS)-Valin synthetisiert. Tau-Fluvalinat (τ-Fluvalinat) ist der Trivialname eines Gemisches von zwei Diastereomeren. Dieses Gemisch wird auch (2RS-D)-Fluvalinat genannt, da es aus (R)-Valin (D-Valin) synthetisiert wird.

## Gewinnung und Darstellung
Fluvalinat kann ausgehend von 4-Trifluormethylanilin oder 2-Chlor-4-trifluormethylanilin gewonnen werden.

## Stereoisomere
| Fluvalinat (4 Stereoisomere) | Fluvalinat (4 Stereoisomere) |
| ---------------------------- | ---------------------------- |
| (R,R)-Konfiguration          | (S,S)-Konfiguration          |
| (S,R)-Konfiguration          | (R,S)-Konfiguration          |

Fluvalinat wird aus (RS)-Valin (= racemisches Valin) synthetisiert. Die dabei entstehenden vier Stereoisomere des Fluvalinats liegen jeweils zu etwa 25 % im Gemisch vor. Das (R,S)-konfigurierte Isomer besitzt die größte toxische Wirkung gegen Insekten.
| τ-Fluvalinat (2 Diastereomere) Handelsnamen: Apistan, Fluvarol, Fluwarol, Klartan, Mavrik | τ-Fluvalinat (2 Diastereomere) Handelsnamen: Apistan, Fluvarol, Fluwarol, Klartan, Mavrik |
| ----------------------------------------------------------------------------------------- | ----------------------------------------------------------------------------------------- |
| (R,R)-Konfiguration                                                                       | (R,S)-Konfiguration                                                                       |

Tau-Fluvalinat wird aus (R)-Valin synthetisiert. Deshalb ist Tau-Fluvalinat ein Gemisch der beiden Diastereomere mit (R,R)- und (R,S)-Konfiguration.

## Eigenschaften
Tau-Fluvalinat ist eine ölige, gelbe Flüssigkeit. Sie zersetzt sich schnell unter aeroben Bedingungen, ist aber unter anaeroben Bedingungen stabil. Sie ist nicht bioakkumulativ, nicht flüchtig und besitzt eine geringe Löslichkeit in Wasser. Sie ist sehr empfindlich gegenüber Licht. Die Halbwertszeit im Boden beträgt, abhängig von der Art des Bodens, 12–92 Tage.

## Verwendung
Tau-Fluvalinat ist ein Breitspektrum-Insektizid und Akarizid aus der Klasse der Pyrethroide. Es ist in den USA gegen die Varroamilbe in Bienenstöcken und für mehrere andere Anwendungen, zum Beispiel bei Zierpflanzen und bei der Saatgutvermehrung von Möhren und Kohlarten, zugelassen. Tau-Fluvalinat wurde erstmals 1983 für die Zoecon Corporation als Fluvalinat (Gemisch von vier Stereoisomeren) registriert.

## Zulassung
In der Europäischen Union ist Tau-Fluvalinat seit 1. Juni 2011 ein zulässiger Pflanzenschutzwirkstoff für Anwendungen als Insektizid und Akarizid.
In Österreich ist ein Produkt mit dem Wirkstoff Tau-Fluvalinat gegen Blattläuse bei Getreide, einige beißende Insekten bei Raps und den Rapsglanzkäfer auf verschiedenen Kohlarten zugelassen. In Deutschland sind ebenfalls Pflanzenschutzmittel mit diesem Wirkstoff auf dem Markt, nicht aber in der Schweiz. Außerdem wird Tau-Fluvalinat auch in Europa zur Bekämpfung der Varroamilbe eingesetzt.
Im Juli 2025 widerrief Dänemark die Zulassung von 23 Pflanzenschutzmitteln mit τ-Fluvalinat und fünf weiteren PFAS-haltigen Wirkstoffen, weil diese im Boden und Grundwasser zu Trifluoressigsäure abgebaut werden können, mit Fristen bis Ende 2025 bzw. September 2026.

## Externe Links zu erwähnten Verbindungen
1. ↑  Externe Identifikatoren von bzw. Datenbank-Links zu 4-Trifluormethylanilin:  CAS-Nr.: 455-14-1, EG-Nr.: 207-236-5, ECHA-InfoCard: 100.006.579, GESTIS: 34590, PubChem: 9964, ChemSpider: 9570, Wikidata: Q27120406.
2. ↑  Externe Identifikatoren von bzw. Datenbank-Links zu 2-Chlor-4-trifluormethylanilin:  CAS-Nr.: 39885-50-2, EG-Nr.: 254-674-8, ECHA-InfoCard: 100.049.686, PubChem: 162001, Wikidata: Q72434332.